# 新山—新加坡捷运系统
新山－新加坡捷运系统是一个建设中跨越柔佛海峡连接马来西亚第二大城市，新山和新加坡的國際地鐵路线。一旦建成，这将是马新两国继马来亚铁道城际铁路南北綫（西海岸綫）之后的第二条铁路綫和第一个地铁綫。此捷运也是马来西亚巴生谷以外的第一个轻轨系统，将于2027年1月1日正式投入服务。
2018年1月16日，两国政府正式签署有关协定。初步研究的第一阶段地鐵版本已于2014年3月完成，期間幾次延誤與修改規格，最終是以輕鐵方案于2021年正式投入建设。出入關將設於站內。

## 历史

### 規劃
在新加坡和新山之间建立一个大众捷运系统的想法最初是在1991年提出的，当时新加坡通讯部长马宝山表示，兀兰延长綫（现南北地铁綫的一部分）将设计用于容纳这样的一条延长綫。这一想法得到了两国的赞同和原则上的同意。
2016年12月，马来西亚与新加坡两国领导人就新柔长堤附近可新建一座高桥达成共识，并在同年12月13日在联合新闻发布会上签署了马新高速铁路双边协议项目。他们也同意将会建设一条地铁綫，并从新加坡地铁汤申－东海岸綫（TEL）的兀兰北地铁站通过高架桥连接至新山并和汤东綫采用相同的系统和列车。
2017年7月31日，新加坡基础设施和交通运输部长许文远和马来西亚首相署部长阿都拉曼达兰宣布，捷运系统将在2024年12月底正式开通。
2018年1月16日，马来西亚和新加坡政府在于新加坡总统府举行的新马领导人非正式峰会上正式签署捷运系统双边协定。两国签字的代表分别是新加坡基础建设统筹部长兼交通部长许文远和马来西亚首相署部长阿都拉曼达兰。这项协定涵盖技术、安全、营运模式、采购和监管框架，及通关安排等等事项，车票费用则由两国合资的运营公司决定。

### 2018年马来西亚大选后
2018年马来西亚大选后，尽管由新任首相马哈迪·莫哈末领导的希盟政府推出了一系列减轻国债的措施，但交通部长陆兆福表示政府将保留柔新捷运系统计划，财政部则会负责重新检讨相关合约、附加条件以降低成本。同年7月中旬，新加坡交通部长许文远在国会答复议员提问时表示新加坡还未接到马来西亚政府关於兴建马新捷运系统计划的通知。按照双方签署的马新捷运系统协议，新加坡地铁有限公司（SMRT）和马来西亚国家基础建设公司（Prasarana）应该最迟上个月底成立合资企业来经营马新捷运，不过，合资企业至今还未成立。
2018年7月底，马来西亚交通部长陆兆福表示马来西亚政府已决定会继续新柔捷运计划，但造价、和新加坡成立联营公司等细节还需要再带到内阁讨论。同年10月13日，新加坡陆路交通管理局透露新加坡开始为这项捷运建造工程招標。这项招標是为了兴建马新捷运的隧道，以及从新加坡境內横跨柔佛海峡的部分高架桥。所要建造的隧道和高架桥加起来总长约1.1公里，预计会在2019年中动工兴建。

### 拖延
2019年1月14日，新加坡交通部长许文远指出，过去数个月来马来西亚政府在考虑更换新柔捷运系统的合资企业伙伴，但截至2018年年9月仍无法确认人选，并截至12月28日仍没有着落，接着马国要求于2019年2月28日确定合资企业伙伴人选。由于这些延误，合资公司迟迟无法成立。另外，马国也因此事于2018年8月起，单方面取消新马两国有关聘请营运公司的双边讨论会，导致这项计划进度落后且进展不顺利。

### 重启
2020年7月30日，新马雙方於捷运在2018年1月停工之後不斷討論后發表聯合聲明。內容為將原定使用湯申—東海岸綫的地铁（MRT）系統，改為輕鐵（LRT）系統。不會再使用現有的新加坡萬禮車廠檢修維護，而是會在新山瓦迪哈那興建新的維修廠。雙方各自委任工程公司建設及營運，並可在國內至邊境段運營車站及檢修車輛與更新基礎設施。

### 建设
2021年11月，马来西亚捷运公司表示该项计划遇到了住户拒迁和武吉查卡地底水管问题两个难题，待解决问题后工程就能启动。公司总执行长扎里夫预计新柔地铁系统工程将在2027年1月投入服务。

## 路线资料

### 路綫

路线图

本捷运系统路綫总长度预计为4公里左右，并有2个终點站。鐵路将会在2018年6月30日由两国公交部门组成联营公司管理，在9月30日签特许合约，并在该年第四季进行招标遴选建筑商。这张计划可在2019年动工，并预计在2024年12月31日投入服务。根据陆交会首席执行员阿兹哈鲁丁指出，新柔捷运总共有7辆4车厢列车，每天可载送7.2万名乘客，并以时速70公里行驶，乘客将可在30分钟内通关。列车在巅峰时间每4分钟就有一次班次，离峰时间则为每6分钟一次班次。
目前计划为只设有两站的地铁线，新加坡末端則確定只有一終點站，将位于共和理工学院附近，并将和新加坡地铁汤申－东海岸綫的兀兰北站衔接進入新國內，马来西亚端，目前終點将位于武吉查卡站，而该站的规模也将会比吉隆坡中央车站来的大，并与南方综合关卡（新柔长堤）、马来亚铁道西海岸綫新山中央车站和规划中的新山快捷巴士系统（IMBRT）衔接。除此之外，这两个站点都将建有大型多元交通枢纽，内有3个站台，两国的关税、移民和检疫站和1,000个停车位，可容纳1万人。
两端之间的桥梁将是直綫而非原本设计的弧形，距离水面约25米高。轨道进入新加坡后将会转入地下。

### 车站
图例
| 高架 | 终点站     | 付费区外转乘 |
| 地面 | 无障碍     | 公交车总站   |
| 地下 | 民防庇护所 | 其他交通连接 |

列表
| 车站编号 | 车站名称       | 相片 | 车站接驳和备注                               |
| RTS TE1  | 兀兰北地铁站   |      | 新加坡终站 · 连接至 新加坡地铁汤申－东海岸綫 |
| RTS      | 武吉查卡地铁站 |      | 马来西亚终站 · 步行至地不佬快捷巴士          |

## 備註
1. ↑  该线路英文名称为Johor Bahru–Singapore RTS，精准翻译应为新山－新加坡捷运系统，也可以简称新新捷运。其他常用名稱包括新柔捷运、柔新捷运、新柔地铁、柔新地铁、新柔快鐵、柔新快鐵等等